# Ободриты (племя)
Дунайские Ободриты — южнославянское племя, жившее в IX веке в бассейне среднего Дуная.
Эйнхард упоминает термин Абодриты (Abodriti) добавляя, что они также называют себя Праэденеценты (Praedenecenti).
Анналы королевства франков сообщают о прибытии ко двору императора Людовика Благочестивого в 822 году в области Франкфурта членов племени Праэденецентов.
Два года спустя они вновь появляются в Ахене при императорском дворе с жалобами на болгар и просьбами о военной помощи.
Племя жило в Дакии, около Дуная, на границе с Болгарией. Его судьба неизвестна.
Возможно, оно было включено в состав болгарского государства в результате двух экспедиций против франков хана Омуртага в 827 и 829 годах.
Баварский географ повествует о второй части племени — Остерабтрезах (Osterabtrezi), которые имеют около 100 городов, в то время как первая часть племени именуется Нортабрезы (Nortabtrezi).
Это привело к тому, что почти все историки признали Остерабтрезов (Osterabtrezi) и Абодритов (Abodriti) одним и тем же племенем, а также признали их южной фракцией славянского племени Ободритов, которые жили в районе Польши.